# Roseburg (Oregon)
Roseburg è un centro abitato (City) degli Stati Uniti d'America, capoluogo della contea di Douglas, nello Stato dell'Oregon. Nel 2009 la popolazione era di 20.353 abitanti.

## Storia

### La strage al Umpwua Community College
Il 1º ottobre 2015, al Umpqua Community College, un giovane di ventisei anni ha aperto il fuoco contro gli studenti uccidendone nove e ferendone sette, prima di cadere vittima anche lui durante lo scontro a fuoco avuto con la polizia.

## Geografia fisica
Secondo i rilevamenti dello United States Census Bureau, Roseburg si estende su una superficie di 24,4 km².